# Stefan Airapetjan
Stefan Airapetjan (armeană: Ստեֆան Հայրապետյան; n. 24 decembrie 1997, Viljandi, Regiunea Viljandi, Estonia),  cunoscut sub numele de scena STEFAN, este un cântăreț estonian de origine armeană. A reprezentat Estonia la Concursul Muzical Eurovision 2022, cu piesa Hope. 

## Biografie
Stefan Airapetjan s-a născut și crescut în Viljandi, Estonia, din părinți armeni imigranți. . Are o soră pe nume Stefania.

## Carieră

### Primii ani ai carierei
Airapetjan a cântat încă din copilărie, participând și câștigând în numeroase concursuri. În 2010, a participat la Laulukarussell, un concurs muzical pentru copii organizat de Eesti Rahvusringhääling, ajungând până în finală.

### 2018-2022: Eesti Laul și Maskis Laulja
Stefan Airapetjan a participat la concursul Eesti Laul de patru ori și câștigând odată. Prima sa apariție a fost în 2018 ca parte din duo-ul numit Vajé cu piesa Laura (Walk with me), ocupând locul trei în marea finalâ. Prima participare solo a fost în 2019 cu piesa Without You, clasându-se tot pe locul trei. A participat de asemenea și în 2020 cu piesa By my side, care s-a aflat pe locul șapte în marea finală. În 2022, a câștigat competiția cu piesa Hope. Prin victoria sa, a fost selectat automat pentru a reprezenta Estonia la Concursul Muzical Eurovision 2022 în Torino, Italia. 
În 2020, a participat în primul sezon din Maskis Laulja, varianta estonă a emisiunii Masked Singer, deghizat în berbec. . A ajuns până în finală, unde a fost declarat câștigătorul primului sezon.

## Discografie

### Ca artist principal
| Titlu                                 | Anul | Album            |
| ------------------------------------- | ---- | ---------------- |
| "Without You"                         | 2018 | Non-album single |
| "Better Days"                         | 2019 | Non-album single |
| "We'll Be Fine"                       | 2019 | Non-album single |
| "By My Side"                          | 2019 | Non-album single |
| "Oh My God"                           | 2020 | Non-album single |
| "Let Me Know"                         | 2020 | Non-album single |
| "Doomino" (with Liis Lemsalu)         | 2021 | Non-album single |
| "Hope"                                | 2021 | Non-album single |
| "Miraaž"                              | 2022 | Non-album single |
| "Kiri Külmkapi Peal"                  | 2022 | Non-album single |
| "Kiri Külmkapi Peal 2.0" (with LENNA) | 2023 | Non-album single |
| "Seotud käed"                         | 2023 | Non-album single |

#### Ca artist în colaborare
| Titlu                              | Anul | Album              |
| ---------------------------------- | ---- | ------------------ |
| "Headlights" (Wateva feat. Stefan) | 2021 | Disposable Society |

#### Ca parte din Vajé
| Title                  | Year | Album            |
| ---------------------- | ---- | ---------------- |
| "Soldier"              | 2017 | Non-album single |
| "Laura (Walk with Me)" | 2017 | Non-album single |
| "Home"                 | 2018 | Non-album single |

## Legăturni externe
- Stefan Airapetjan's channel pe YouTube
- Stefan pe Facebook
- Stefan Airapetjan pe Instagram
- Stefan Airapetjan pe Twitter

| Premii și realizări                        | Premii și realizări                          | Premii și realizări |
| ------------------------------------------ | -------------------------------------------- | ------------------- |
| Predecesor: Uku Suviste cu "The Lucky One" | Estonia la Concursul Muzical Eurovision 2022 | Succesor: TBA       |